# Resolutie 1029 Veiligheidsraad Verenigde Naties
Resolutie 1029 van de Veiligheidsraad van de Verenigde Naties werd unaniem aangenomen op 12 december 1995. De resolutie verlengde de UNAMIR-vredesmacht in Rwanda met drie maanden en paste ook het mandaat van de missie aan.

## Achtergrond
Vanaf de kolonisatie van Rwanda eind 19e eeuw gingen de Tutsi de veel talrijker Hutu overheersen. Nog voor de onafhankelijkheid brak etnisch geweld uit, waarbij de Hutu aan de macht kwamen en veel Tutsi het land ontvluchtten en niet meer mochten terugkeren. Daar richtten ze eind jaren tachtig het FPR op, dat in 1990 Rwanda binnen viel. Met westerse steun werden zij echter verdreven. Toch werden hieropvolgend vredesgesprekken aangeknoopt. Die leidden in 1993 tot het Vredesakkoord van Arusha.
Op 6 april 1994 kwamen de Rwandese en de Burundese president om toen hun vliegtuig werd neergeschoten. Dat was het startsein voor Hutu-milities om op grote schaal Tutsi en gematigde Hutu te vermoorden. De UNAMIR-vredesmacht van de Verenigde Naties stond machteloos. De FPR ging opnieuw in de aanval en nam in juli de hoofdstad Kigali in. Hierop vluchtten veel Hutu naar Oost-Congo, wat die regio jarenlang destabiliseerde.

## Inhoud
Nog steeds bleken elementen van het voormalige Rwandese regime Rwanda binnen te vallen. Het was van belang dat Rwandezen in de naburige vluchtelingenkampen geen militaire acties pleegden of wapens ontvingen. Rwanda moest voor
een klimaat van vertrouwen zorgen voor de terugkeer van de vluchtelingen. Het land werd intussen geprezen om zijn inspanningen voor vrede, veiligheid, heropbouw en rehabilitatie in en van het land.
De Veiligheidsraad verlengde de UNAMIR-vredesmacht in Rwanda tot 8 maart 1996. Het mandaat werd aangepast om:
- mee te werken aan de terugkeer van vluchtelingen;
- Rwanda te helpen met die terugkeer en de creatie van een vertrouwenssfeer;
- logistieke steun te verlenen aan die terugkeer;
- bij te dragen aan de beveiliging van het Rwanda-tribunaal.

Secretaris-generaal Boutros Boutros-Ghali werd gevraagd het aantal troepen te verlagen tot 1200 en het aantal waarnemers en ondersteunend personeel tot 200. Het politiecomponent werd niet meer verlengd en moest worden teruggetrokken. In de zes weken volgend op de afloop van het mandaat moest de hele missie worden teruggetrokken.

## Verwante resoluties
- Resolutie 1013 Veiligheidsraad Verenigde Naties
- Resolutie 1028 Veiligheidsraad Verenigde Naties
- Resolutie 1047 Veiligheidsraad Verenigde Naties (1996)
- Resolutie 1050 Veiligheidsraad Verenigde Naties (1996)

Lijst ·  970 ·  971 ·  972 ·  973 ·  974 ·  975 ·  976 ·  977 ·  978 ·  979 ·  980 ·  981 ·  982 ·  983 ·  984 ·  985 ·  986 ·  987 ·  988 ·  989 ·  990 ·  991 ·  992 ·  993 ·  994 ·  995 ·  996 ·  997 ·  998 ·  999 ·  1000 ·  1001 ·  1002 ·  1003 ·  1004 ·  1005 ·  1006 ·  1007 ·  1008 ·  1009 ·  1010 ·  1011 ·  1012 ·  1013 ·  1014 ·  1015 ·  1016 ·  1017 ·  1018 ·  1019 ·  1020 ·  1021 ·  1022 ·  1023 ·  1024 ·  1025 ·  1026 ·  1027 ·  1028 ·  1029 ·  1030 ·  1031 ·  1032 ·  1033 ·  1034 ·  1035